# Búcsú Greenéktől
A Búcsú Greenéktől (eredeti cím: We Don't Belong Here) 2017-ben bemutatott amerikai filmdráma, amelyet Peer Pedersen írt és rendezett. A főbb szerepekben Catherine Keener, Riley Keough, Maya Rudolph, Molly Shannon, Cary Elwes és Anton Yelchin (egyik utolsó filmszerepe) látható. 
Az Amerikai Egyesült Államokban 2017. április 4-én mutatta be a Sony Pictures Entertainment. Magyarországon a Film Now mutatta be 2018. október 18-án 

## Cselekmény
Nancy Green egyedül nevel négy problémás gyereket, akik közül kettő mentálisan beteg. Nancy állandó depresszióban szenved, de még kétségbeesettebbé válik, miután fia, Maxwell eltűnik.

## Szereplők
| Szerep                                              | Színész          | Magyar hang     |
| --------------------------------------------------- | ---------------- | --------------- |
| Nancy Green, Madeline, Elisa, Lily és Maxwell anyja | Catherine Keener | Kovács Nóra     |
| Lily Green, Nancy legfiatalabb lánya                | Kaitlyn Dever    | Györfi Laura    |
| Maxwell Green, Nancy fia                            | Anton Yelchin    | Gacsal Ádám     |
| Elisa Green, Nancy lánya                            | Riley Keough     |                 |
| Madeline Green, Nancy legidősebb lánya              | Annie Starke     | Kis-Kovács Luca |
| Deborah                                             | Molly Shannon    | Spilák Klára    |
| Tomas                                               | Justin Chatwin   | Posta Victor    |
| Davey                                               | Austin Abrams    | Berkes Bence    |
| nagymama                                            | Debra Mooney     | Horváth Zsuzsa  |
| Joanne                                              | Maya Rudolph     | Sági Tímea      |
| Frank Harper                                        | Cary Elwes       | Maday Gábor     |
| Tania                                               | Michelle Hurd    |                 |
| Jill                                                | Sarah Ramos      |                 |

### Magyar változat
- Főcím: Kertész Zsuzsa
- Magyar szöveg: Laki Mihály
- Hangmérnök és vágó: Pap Krisztián
- Gyártásvezető: Bogdán Anikó
- Szinkronrendező: Mauchner József
- Produkciós vezető: Bor Gyöngyi

A szinkront a Direct Dub Studios készítette el.

## A film készítése
2014. május 14-én bejelentették, hogy Catherine Keener, Kiernan Shipka, Anton Yelchin, Riley Keough, Annie Starke, Cary Elwes és Lois Smith csatlakozott a film szereplőgárdájához, amely akkor még a The Greens Are Gone címet viselte. Keener egy diszfunkcionális családanyját alakít, aki a Yelchin által játszott fia eltűnése után a végsőkig próbál küzdeni. Shipka játssza a bipoláris tizenéves lányát, míg Keough és Starke a problémás felnőtt lányokat. Glenn Close lánya, Starke színészként debütált a filmben. Peer Pedersen a saját forgatókönyve alapján készült filmmel debütált rendezőként, amelynek producerei Annelise Dekker, Adam Gibbs, Michael Kristoff és Roger Joseph Pugliese voltak. 2014. június 5-én Shipka helyett Kaitlyn Dever csatlakozott a filmhez, aki a bipoláris beteg lányt alakítja. Később, 2014. június 12-én a Deadline megerősítette Elwes szereplését; ő alakítja Franket, a város egyik helyi lakosát. 2014. június 13-án Maya Rudolph is csatlakozott a stábhoz.
A forgatás 2014. július 7-én kezdődött a Massachusetts állambeli Worcesterben. A forgatás első napja a történelmi Ralph's Chadwick Square Dinerben zajlott, ahol Kaitlyn karaktere egy 70-es évekbeli slágert énekel; a jelenet mindössze három és fél oldalt foglalt el a forgatókönyvből. 2014. július 8-án Norwoodban forgattak, ahol a stáb a Norwood Színház irodáját használta díszletként, és a „Harper Booksellers” nevű könyvesboltot alakította át. Egész nap több felvétel is készült a boltban, amelyben Dever, Elwes, Rudolph és Shannon is szerepelt, valamint a bolt tulajdonosa Elwes karaktere volt. 2014. július 10-én Wellesleyben zajlott a forgatás, ahol az Elm Bank rezervátumot használták díszletként. A forgatás 2014. július 24-én fejeződött be.

## Bemutató
A film 2017. április 4-én jelent meg Video on Demand, DVD és Blu-Ray kiadásban. Mivel a film megjelenése jóval a forgatás befejezése utánra, 2014 júliusára csúszott, a producerek a 2016 júniusában elhunyt Yelchinnek szentelték a filmet.